# Physalaemus jordanensis
Physalaemus jordanensis é uma espécie de anfíbio da família Leptodactylidae.
É endémica do Brasil.
Os seus habitats naturais são: florestas subtropicais ou tropicais húmidas de baixa altitude, matagal tropical ou subtropical de alta altitude, campos de altitude subtropicais ou tropicais, marismas intermitentes de água doce e florestas secundárias altamente degradadas.
Está ameaçada por perda de habitat.